# David di Donatello 1964
La 9a edició dels premis David di Donatello, concedits per l'Acadèmia del Cinema Italià va tenir lloc el 26 de juliol de 1964 al Teatre grecoromà de Taormina. El premi consistia en una estatueta dissenyada per Bulgari.

## Guanyadors

### Millor director
- Pietro Germi - Sedotta e abbandonata

### Millor productor
- Carlo Ponti - Ieri, oggi, domani (ex aequo)
- Franco Cristaldi - Sedotta e abbandonata (ex aequo)

### Millor actriu
- Sophia Loren - Ieri, oggi, domani

### Millor actor
- Marcello Mastroianni - Ieri, oggi, domani

### Millor actriu estrangera
- Shirley MacLaine - Irma la douce

### Millor actor estranger
- Peter O'Toole - Lawrence d'Aràbia (Lawrence of Arabia) (ex aequo)
- Fredric March - Seven Days in May (ex aequo)

### Millor pel·lícula estrangera
- Lawrence d'Aràbia (Lawrence of Arabia), de David Lean

### Targa d'oro
- Catherine Spaak, per la seva interpretació a: La noia; de Damiano Damiani
- Universal International, per la seva contribució artística a: Xarada (Charade); de Stanley Donen
- Mario Cecchi Gori, pel conjunt de la seva producció